# Moscos

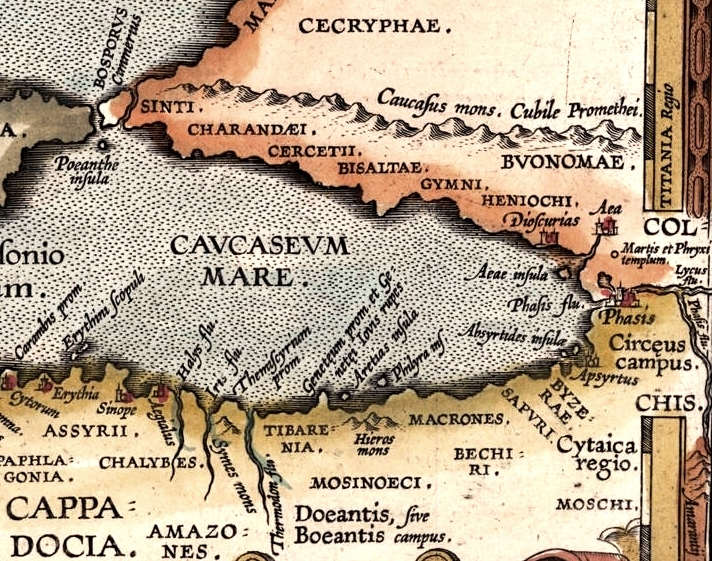
Mapa de Abraham Ortelius de 1624 donde aparece la ubicación de los moscos.

Los moscos eran los miembros de un pueblo de la Antigüedad que vivían en una zona del noreste de Anatolia, cerca del Cáucaso. 
Heródoto los cita entre los pueblos tributarios de los persas. Pertenecían a una demarcación tributaria que compartían con los macrones, mosinecos, tibarenos y mares que debía aportar trescientos talentos. Formaron parte de la expedición que Jerjes realizó en el 480 a. C. contra Grecia. Los moscos y los tibarenos estuvieron bajo el mando de Ariomardo en esta expedición. Se contaba que iban armados con yelmos de madera, escudos y lanzas cortas con puntas de hierro.
Plinio indica que el río Fasis nacía en territorio de los moscos. También señala que por su territorio discurría el río Híbero.